# Angelo Warner
Angelo Warner, né le 12 février 1992 à Orlando aux États-Unis, est un joueur américano-bosnien de basket-ball. Il joue au poste de meneur au Boulazac Basket Dordogne.

## Biographie
Angelo Warner commence sa carrière au sein de l'université de Morehead. 
Après un cursus de 4 ans, où il n'est pas drafté en 2015, il alterne entre le championnat ABA et la première division chypriote.
Il découvre ensuite le continent africain en disputant 8 matchs au Mozambique en 2017 avec le club de Ferroviario Beira.
Warner revient ensuite en Europe et se construit une solide expérience en passant par la Bosnie, la Hongrie, l'Italie, la Pologne, la Biélorussie et la Russie.
En juillet 2023 il signe un contrat de 2 ans avec le Boulazac Basket Dordogne.
Il termine sa première saison en Pro B par une troisième place en saison régulière, une finale en playoffs d'accession et la nomination dans le 5 idéal au côté de son partenaire Jean-Marc Pansa.

## Palmarès
- 2016 : Vainqueur de la coupe de Chypre Nord
- 2016 : 5 majeur de la Ligue du Nord
- 2024 : 5 idéal de Pro B
- 2025 : Champion de France de Pro B